# Laxå (gemeente)
Laxå is een Zweedse gemeente in de provincie Örebro län. Ze heeft een totale oppervlakte van 740,8 km² en telde 6267 inwoners in 2004.

## Plaatsen
- Laxå (plaats)
- Finnerödja
- Hasselfors
- Röfors